# 逆転検事
『逆転検事』（ぎゃくてんけんじ）は、カプコンの推理アドベンチャーゲーム、およびそのシリーズ名。『逆転裁判』シリーズの初のスピンオフタイトルである。

## 概要
NEW逆転 NOT裁判をコンセプトにし、同シリーズのキャラクター・御剣怜侍が主人公。
主な基本ルールは逆転裁判#ゲームシステムを踏襲し、ゲージや吹き出しに入ったボイス付きのセリフなどもシリーズのものを踏襲しているが、探偵パートは捜査パートと名を変え、御剣を第三者の視点で操作する形となっている。ゲージも従来の作品に比べるとやや長い（最低ペナルティが少ない）。また、シナリオの進行度によってゲームオーバーの内容が変化する。また法廷パートはないが、「ゆさぶる」「つきつける」を用いた、対決パートによる尋問は存在する。
本作品のシナリオ担当・ディレクターは『蘇る逆転』と『逆転裁判4』の企画および一部テキストを担当した山﨑剛で、逆転裁判シリーズでシナリオを担当していた巧舟は本作品には関与していない。キャラクターデザイン担当は御剣の声も担当している岩元辰郎。BGM担当は岩垂徳行。
2024年9月6日には、シリーズ一作目、二作目を一つにした『逆転検事1&2 御剣セレクション』が発売された。シリーズ2作品をフルHDグラフィックでリメイクされたほか、キャラクターデザインを担当した岩元辰郎により、グラフィックが新規に書き起こされている。発売プラットフォームはNintendo Switch、PlayStation 4、Xbox One、Windows、Steam。

## 逆転検事
『逆転検事』（ぎゃくてんけんじ、英：Ace Attorney Investigations: Miles Edgeworth）は2009年5月28日にカプコンからニンテンドーDS向けに発売されたアドベンチャーゲーム。
テレビCMや広告には、松田翔太が出演。
本作は日本ゲーム大賞2008でフューチャー部門を受賞した。
2017年12月8日にはiOSおよびAndroid向けに移植された。

### システム

#### 対決パート
『逆転裁判』シリーズの「法廷パート」に相当するパート。事件現場やその周辺で事件関係者と論争する。相手の証言をさらに問い詰める「ゆさぶる」、事実と証言が異なることを証明するために証拠品を提示する「つきつける」の2つを駆使して真実を暴く。
BGMは「法廷パート」より1つ多い3種類（「対決〜モデラート」・「対決〜アレグロ」・「対決〜プレスト」）となっている。

#### 捜査パート
『逆転裁判』シリーズの「探偵パート」に相当するパート。さまざまな人物から情報を手に入れたり、現場検証して証拠品を集めるなどの行動を繰り返し、裁判に必要な手がかりを集めることが目的。ロジック、推理、ロジックチェスに失敗すると真相ゲージが減少し、ゲージが無くなるとゲームオーバーになる。
ロジック
御剣の得意技で情報と情報のつながりを見つけ、そこから新たな情報を得るシステム。御剣は現場検証をしているうちに判明した事実や疑問に思ったことなどを自分の頭脳に蓄積していく。御剣の頭脳に事件の情報が一つでもある時に、「ロジック」パネルをタッチするかLボタンを押すことで、頭の中の情報を思い出すロジックモードに移行する。それから情報と情報の関連性を見つけ、「まとめる」ことでさらなる情報を導き出す。間違った情報を選ぶと真相ゲージが減少する。
まとめる
ロジックモードに移行した状態で2つの異なる情報を選択し、「まとめる」パネルにタッチするかXボタンを押して「まとめる」ことで、新たな情報を得たり仮説を立てたりする。関係無い情報どうしをまとめた場合、真相ゲージが減ってしまう。
原則的にまとめられる情報は一度につき2つまでであり、3つ以上まとめるのは不可能。例を挙げると、3つの情報A・B・Cがあったとする。一度に全てをまとめるのは不可能だが、情報Aと情報Bをまとめたことで得た新たな情報Dをさらに情報Cとまとめるといったことならば可能。

推理
現場の様子と証拠品との間にムジュンが生じている場合、それを指摘して新たな情報を得ることができる。事件現場の中でも死体の周辺などの重要な場所では、カーソルを操作することでより詳しく調べられるのだが、この時に画面に「推理」パネルが表示されていれば、パネルにタッチするかXボタンを押すことでカーソルを合わせた箇所そのものに証拠品をつきつけることができる。間違えれば真相ゲージが減る。
情報再現
「ぬすみちゃん」と呼ばれる、美雲が持つ携帯電話に似た機械。情報を入力することで、それを立体映像にしてシミュレートできる。情報さえあれば大きな館の通路から、果ては動く物まで再現出来る優れもの。集めた情報や証拠品などのデータを特殊な機械に入力することで、犯行当時の事件現場の状況を、擬似的に等身大で再現する。その再現された現場をさらに捜査することで、入力データに間違いはないか、またはデータが不足していないかを確かめながら、隠された真実に迫っていくことができる。再現中に得た情報によっては、再現の内容が更新されることもある。
ぬすみちゃんは美雲によれば先代のヤタガラスが作ったものらしく、元々は潜入のシミュレーションを行うためのものだった。 情報を入力することで、辺り一面に立体映像を映し出すことができる。入力によっては、小さなものから果ては館の一部などをそっくり丸ごと再現できるが色は再現出来ず、情報自体に誤りがある場合は、情報のムジュンを見つけて修正しなければ正しい再現はできないという欠点もある。

### あらすじ
時系列は『逆転裁判3』の約1ヶ月後。作中経過時間は約3日。
第1話：逆転の来訪者
海外出張から帰ってきた御剣。ほぼ1ヶ月ぶりに検事局の執務室に入ると、なぜか血の臭いが漂い、男性の死体が横たわっていた。誰も入れなかったはずの執務室で、なぜ殺人事件が発生したのか。御剣は糸鋸刑事と共に捜査を開始する。
KG-8号事件（ケイジーはちごうじけん）
『検事』第1話から登場。『検事』から10年前に発生した天野河コンツェルンの総帥である天野河丈一郎の秘書が、密輸の容疑で逮捕された事件。目撃者である葛由卯子の証言で密輸事件の全貌が明らかになると思われたが、証言前に葛は何者かによって殺害されてしまう。殺人の容疑者としてコードピア大使館のマニィ・コーチンが逮捕されるが、証拠不十分で無罪判決を受けた。

第2話：逆転エアライン
海外出張を終えて、帰国するためにジャンボジェット機に乗った御剣。一人で機内の1Fラウンジにいたが、機体がエアポケットに入ったことで機内が激しく揺れ、地震恐怖症の御剣は気絶してしまう。意識を取り戻し、2Fの自分の座席に戻ろうと機内のエレベーターのドアを開けるが、目に飛び込んできたのは一人の乗客の死体であった。その瞬間、ラウンジに来て死体を見たCAの悲鳴が響き渡る。殺人犯だと誤解された御剣は、自分の無実を証明することができるのか。
時系列は第1話の2日前で、第1話の後に回想している設定。
ボルジニア共和国（ボルジニアきょうわこく）
『検事』第2話に登場する北欧にある小国で、ジンク・ホワイト2世の出身国。「ボルジニアの布」「ボルジニアのマユ」という特産品がある。
劇中では言葉が通じないということを表現するため、象形文字のようなもので描かれている。
西鳳民国（せいほうみんこく）
『検事』第2話から登場。国際捜査官・狼士龍がやってきた国。アジアにある小国。

第3話：さらわれる逆転
帰国して空港から出ようとした御剣の携帯電話に着信があった。電話を掛けてきたのは、御剣のかつての恩人である天野河丈一郎。丈一郎の長男・天野川光が身代金目的で誘拐されたという。御剣は身代金を運ぶ役目を請け負い、身代金の受け渡し場所である人気テーマパーク「バンドーランド」に向かう。
時系列は第1話の前日で、第2話と同じく回想している設定。
第4話：過ぎ去りし逆転
舞台は7年前（『3』第4話で回想された審理の約半年前）の地方裁判所。ある殺人事件の裁判で突然、被告人・真刈透が担当検事・一条九郎を殺人の依頼人と告発した。裁判は一時休廷となり、代理の検事として狩魔豪から推薦された新人検事の御剣が法廷に立つことになる。審理の再開を法廷で待つ御剣と狩魔豪だったが、そこへ新人刑事の糸鋸が法廷に駆け込んで来て、第2控え室で一条九朗と真刈透の死体が発見されたことを報告しに来た。
第4話は第3話の事件が解決した直後に回想している設定。
第2のKG-8号事件（だいにのケイジーはちごうじけん）
『検事』第4話から登場。『検事』から7年前の9月8日に発生したコードピア大使館職員のディード・マンが殺害された事件。被害者が密輸事件に関する証言の直前に殺害されるという類似した事件背景から、『第2のKG-8号事件』と呼ばれた。犯行の一部始終が収められた防犯ビデオによって容疑者の真刈透が逮捕され、裁判は早期決着すると予想されていたが、真刈の告発で事態が一変する。
コードピア公国（コードピアこうこく）
『検事』第4話から登場するヨーロッパの国。内乱によって「ババル共和国」と「アレバスト王国」の2国に分かれていたが、後に併合された。ダイカイ像という国宝がある。

第5話：燃え上がる逆転
過去の事件で遭遇した犯罪者が現れる情報を入手した御剣は、その真偽を確かめるために犯行が予告された場所へ向かう。そこは、2つの国の大使館が1つの建物に入っている特殊な大使館だった。警察が厳重な警備を行っていたが、それにもかかわらず両方の大使館でそれぞれ事件が発生してしまう。御剣は2つの異なる“国”にまたがって捜査を行うことになる。
第5話は第1話と同日に発生している設定。

### 開発
『逆転裁判3』の廉価版の制作に携わっていた江城元秀が同作の魅力を裁判とは違う形で展開させることを考え、『逆転裁判4』で企画を担当していた山﨑剛に相談したことから始まり、江城にとっては初プロデューサー、山﨑にとっては初ディレクター作品となった。法廷を舞台にしないことにした山﨑は当初、現場で捜査する刑事として『逆転裁判4』で登場した宝月茜を主人公に据えて、「カガク捜査」を用いる構想をしたが、江城はユーザーが一番望む主人公を考えるよう指示した結果、成歩堂龍一のライバルである、御剣怜侍が主人公となった。主人公が決まった後、試作をいくつか作成するも会社上層部からは逆転裁判シリーズであることや御剣が主人公である必然性に乏しい点を指摘されたため、御剣の脳内思考を具現化した「ロジックモード」を実装した。現場を再現する「ぬすみちゃん」も御剣の脳内でシミュレーションされたものをユーザーに体験してもらうために導入された。「逆転裁判 特別法廷2008 オーケストラコンサート」で新キャラクターが紹介されたが、本作では御剣が主人公であることが発表されると反響が大きかったと山﨑は語っている。
本作ではこれまでのシリーズ作品ではなかった、2Dのミニキャラクターを操作するシステムが導入されたが、キャラクターデザインを担当した岩元辰郎は企画を受け取った際、これまでのバストアップ絵とは異なる点からキャラクターの面白さを表現できる一方で、作業量が膨大となったと語っている。本システムが考案されたのは江城がアクション要素を取り入れたいと考えていたためであり、加えて山﨑が現場で捜査する点にこだわっていたためである。キャラクターの創作に関して、ヒロインの一条美雲は「かわいくて元気でドロボウの女の子」という発注を受けて生み出された。
こうして法廷バトルとして展開された逆転裁判からシステムを変更しつつも、シリーズとして損なわない遊び方を提示した本作に対して、江城はプロデューサーとして葛藤したと述べたが、製作スタッフの良好な反応を見て、方針に間違いはないと予感し、2008年の東京ゲームショウでのユーザーの反応をみて、予感が確信に変わったと述べている。また公式サイトでの情報の提示やWeb上の体験版を提供していたことも、本作がシリーズらしさを示していることがユーザーに伝わったのではないかと江城や山﨑は語っている。
開発で考慮した点として、インタフェースや効果音は流用し、シリーズに特徴的な台詞の言い回しはかつて一般ユーザーだった山﨑がユーザー目線で違和感がないかチェックし、シリーズ作品未経験者が分からないような内輪ネタは排除した。キャラクターの声はこれまでのシリーズ同様に開発スタッフが充てている。また本作では作中の経過時間がこれまでのシリーズ作品よりも短期間であるが、これは御剣であればこれぐらいの速さで事件を解決するだろうというキャラクターの特徴を生かしたためである。

### 関連商品
- 逆転検事 オリジナル・サウンドトラック（2009年6月24日）
- 逆転検事 オフィシャルコンプリートガイド（2009年6月29日）ISBN 978-4862332202
- 逆転検事 〜公式捜査記録〜（2011年9月20日）ISBN 978-4862333018

ほか限定版の『逆転検事 LIMITED EDITION』には「オーケストラミニアルバム〜逆転の旋律〜」やプロモーション映像を収録したDVDが同梱された。

### 関連作品
- 逆転検事 電撃コミックアンソロジー（2009年8月）アスキー・メディアワークス、ISBN 978-4048680349
- 逆転検事 オフィシャルアンソロジーコミック（2009年10月1日）ISBN 978-4862332349
- 逆転検事 アンソロジーコミック（2009年10月）エンターブレイン、ISBN 978-4047260726

### コラボレーション
江城からの要望により、2009年6月22日から7月10日にかけてパセラリゾーツにて「逆転検事 in パセラ 〜華麗なるミステリー〜」が行われ、ミステリークイズが開催された。

## 逆転検事2
『逆転検事2』（ぎゃくてんけんじ2、英：Ace Attorney Investigations 2: Prosecutor's Gambit）は2011年2月3日にカプコンからニンテンドーDS向けに発売されたアドベンチャーゲーム。
「逆転検事」の続編。今回、御剣は検事を続投するか父親に倣って弁護士になるか、自分自身の生き方について大きな選択を迫られることになる。
2017年12月22日にはiOSおよびAndroid向けに移植された。

### システム
前作のシステムを踏襲しつつ、会話の駆け引きによって情報を引き出す「ロジックチェス」が新たに追加された。
ロジックチェス
証言することを頑なに拒む人物に対して使用する。『逆転裁判2』以降に登場していた「サイコ・ロック（心理錠）」に相当する。相手の反応や状況を見極め、隙を突く問いかけをしたり様子を伺ったりして隠された情報を引き出していく。駆け引きによる心理戦を御剣が嗜むチェスに例えている。制限時間があり、駆け引きを間違えると残り時間が減少し、0になるとロジックチェス失敗となり、真相ゲージが減る。ロジックチェス成功となれば真相ゲージが全回復する。
駒（隠してある情報）の数は少ないものだと2個で、最高は5個である。
駆け引きの途中で「手がかり」を持っていないと突破できない駒（情報）も存在する。
動画指摘
「かいせきくん」と呼ばれる、糸鋸の七つ道具の一つ。録画した映像や、写真を拡大できる。
ぶんせきくん
糸鋸が持ってきた「七つ道具」のその4で、写真やビデオテープなどの映像を詳しく分析するための物。かなり細かいところまで映像補正され、事件の真相に近づく手助けとなる。
ぬすみちゃん
前作にも登場。今作からは異なる2つの状況を切り替えられるようになった。

### あらすじ
第1話：逆転の標的
御剣の活躍によって大ドロボウ・ヤタガラスが関わった密輸組織が壊滅して二週間後、西鳳民国の大統領「王帝君」が来日。ひょうたん湖公園で演説を行うが、突如銃声が鳴り響きパニックになる聴衆。その場に居合わせた検事局長は事件の担当検事に御剣を指名。
検事局長の要望に応え大統領襲撃事件の担当をすることになった御剣は早速捜査を始める。
第2話：獄中の逆転
御剣の活躍により大統領襲撃事件は解決した。だがその翌日、何者かに殺害された犯人の死体が刑務所で発見される。
犯人との面会に留置所を訪れた御剣だったが、捜査の最中にかつて御剣の父の助手を務めた敏腕弁護士の信楽と再会する。ところが裁判官の水鏡と新人検事の一柳が御剣の前に現れ、検事審査会の命により御剣は捜査権を剥奪される旨を伝えられ、捜査から外されてしまう。検事局に戻るも検事審査会のやり方に納得のいかない御剣は被害者の担当弁護士でもある信楽に頼み、弁護側として事件の捜査を再開するのだった。
検事審査会
『検事2』で登場する組織。会長は一柳弓彦の父・一柳万才。法曹関係者や政治家から選ばれた計11人のメンバーで構成されている。法曹界に及ぼす影響力は絶大で検事の能力を審議しあい、一柳の権限で事件担当から外したり検事バッジを取り上げることも可能。現実の検察審査会よりは検察官適格審査会に近い。また、警察局や弁護士協会にも影響を及ぼす。

第3話：受け継がれし逆転
御剣は信楽の案内で、今は亡き怜侍の父・御剣信弁護士が最後に担当した事件「IS-7号事件」の現場だった美術館を訪れる。18年前に発生した「IS-7号事件」について信楽から聞かされる御剣だが、その直後に当時の関係者全員が巻き込まれる新たな事件が発生する。
このシナリオは、IS-7号事件を調査する御剣信と、現代で起きた事件を調査する御剣怜侍を操作するパートを交互に進めていく。
IS-7号事件（アイエスしちごうじけん/アイエスななごうじけん）
『検事2』第3話から登場。『検事2』から18年前の2000年12月24日に発生した殺人事件。DL6号事件よりもさらに1年前に発生した事件。担当弁護士が御剣信。担当検事が狩魔豪。御剣信が最後に扱った事件であり、狩魔豪と対峙した唯一の事件でもある。被疑者は当時世界一のパティシエとも呼ばれた天海一誠で、現場は彼の屋敷。そこで行われていたコンテストの最中に、コンテスト参加者であった氷堂伊作が、天海の作ったチョコレートアートの中から死体で発見された。
当時は序審法廷制度が無かったために判決が下されるまで約1年の歳月を要した。結果として、天海は事件の共犯者として有罪判決を受けたが、御剣信の告発により狩魔豪の証拠品の捏造が発覚した。そのために狩魔豪は当時検事局長だった一柳万才から人生で初となる処罰を受けた。なお、この裁判が終結した直後にDL6号事件が発生して御剣信が殺害された。

第4話：忘却の逆転
高層ビル「ビッグタワー」で謎の事件に巻き込まれ記憶喪失になってしまった美雲。美雲の記憶を取り戻すためにビッグタワーの調査をしていた御剣たちは、美雲が記憶を失った時と同時刻にビッグタワー内で殺人事件が起きていたことを知る。水鏡裁判官と一柳検事に殺人犯として告発された美雲を守るため、御剣たちは真犯人を探す。
第5話：大いなる逆転
ビッグタワーのすぐ隣にある英都撮影所の撮影現場で、王帝君の死体が発見された。事件の調査をしていると、捏造・脅迫・圧力など、事件の裏に潜む闇が次々に発覚。ロジックを辿り繋げていくうちに御剣は驚愕の真実に気付く。
SS-5号事件（エスエスごうごうじけん）
『検事2』第5話で登場。『検事2』から12年前の2007年2月10日に発生した西鳳民国・王帝君大統領の誘拐事件。犯人の身代金の要求額は100億円。
担当捜査官が狼士龍の父・狼大龍。担当検事は一柳万才。容疑者は美和マリー。
この時、偶然事件を目撃したフリージャーナリストの亀井隆二が、王大統領が誘拐される瞬間を目撃しており、恋人・籠目つばさの携帯電話に留守番電話を残している最中に、何者かにレンガで撲殺された。
狼大龍は美和マリーを事件の容疑者として追求したが、彼女は無罪判決を受け、事件を解決出来ずに亡くなった。現在も未解決となっている。

### 関連商品
- 逆転検事2 オリジナル・サウンドトラック（2011年2月28日）
- 逆転検事2 コミックアンソロジー（2011年5月25日）一迅社、ISBN 978-4758006293
- 逆転検事 〜公式捜査記録〜（2011年9月20日）ISBN 978-4862333018

### 関連作品
- ドラマCD 逆転検事2 〜宇宙からの逆転!?〜（2011年2月28日）
  - 公式サイトで配信された作品のCD化[14]。

#### あらすじ
休暇中の御剣の元に矢張が駆け込んできた。ひょうたん湖で行われるイベントに出店するトノサマン饅頭の屋台を宇宙人に盗まれたと言うのだ。宇宙人の存在を信じない御剣だったが、ミクモ・糸鋸刑事とともに屋台を探すことに。ただの屋台盗難事件だと思われたがのちに大事件に発展する。
キャスト
- 御剣怜侍 - 竹本英史
- 一条美雲 - 藤村歩
- 糸鋸圭介 - 石井康嗣
- 矢張政志 - 小野坂昌也
- 狼士龍 - 三宅健太
- 狩魔冥 - 沢城みゆき
- 大場カオル - 井関佳子

### コラボレーション
2011年1月29日より原宿クエストホールで公演された「逆転検事2」とE-Pin企画の「ミステリーナイト」とのコラボイベント、逆転ミステリー劇場『狙われた仮装コンテスト』が行われた。 参加者たちは仮装コンテストの一般審査員という設定であり、コンテストの最中に発生した事件の目撃者になった参加者が事件を解決に導くという参加型のイベントであった。
岡部たかし、鈴木コウヤ、主浜はるみ、山口奈緒子、白石直也、岩谷健司が出演した。

## 登場人物
［ ］内はゲーム中に表示される名称。キャラクターのネーミングの由来について言及されている場合は、全て開発上の命名の由来を意味するものであり、劇中での設定ではない。
御剣 怜侍 （みつるぎ れいじ） ［ミツルギ］
本シリーズの主人公。かつては「完璧な立証による完全な有罪判決」のみを良しとする冷酷非情の検事だったが、自身が担当した数々の難事件を通して検事としての在り方を改めて模索している。
一条 美雲 （いちじょう みくも） ［ミクモ］
本シリーズのヒロイン。ある事件がきっかけとなって御剣と出会い、独自の技術と道具を活かして御剣をサポートする。
糸鋸 圭介 （いとのこぎり けいすけ） ［イトノコ］
御剣直属の刑事。時には自身の立場を危うくしようとも、信頼を寄せる御剣のために粉骨砕身の努力で事件の捜査に当たる。
狩魔 冥 （かるま めい） ［カルマ］［メイ］
法曹界の伝説と謳われた実父の狩魔豪を師と仰ぎ、「狩魔はカンペキをもってよしとする」の教えに従ってアメリカの検事局で活躍する検事。現在は、国際警察との共同捜査で世界的凶悪犯罪を追って各国を飛び回っている。
狼 士龍 （ろう しりゅう） ［ロウ］
国際警察で抜群の検挙率を誇り、多くの部下を従える辣腕捜査官。一大密輸組織を追って冥と共に来日した際に御剣と対峙する。
シーナ ［シーナ］
狼の秘書。年齢不詳。
口数こそ少ないが淡々とした男性口調を用いる芯の強い女性であり、狼の捜査活動を円滑に進めるために必要な情報収集などのサポート役を一手に担う極めて有能な秘書官。
信楽 盾之（しがらき たてゆき） ［シガラキ］
「御剣法律事務所」の所長を務める弁護士。軽い性格で飄々と振る舞うが、その実は深い洞察力と鋭い視点を持つ一流の敏腕弁護士。
水鏡 秤 （みかがみ はかり） ［ミカガミ］
検事の行状を裁く上層機関「検事審査会」の一翼を担う裁判官。表向きは穏やかな雰囲気を見せるが、実際には「法こそが絶対である」とする信念を堅持する法権至上主義者。
一柳 弓彦 （いちやなぎ ゆみひこ） ［イチヤナギ］
17歳という若さで異例の就任を果たした新人検事。その経緯から「一流」を自負して止まず、御剣の行状を快く思わない水鏡の助力を受けて事件の捜査に当たる。一流を自負しているが、その実態は推理なき推理を振りかざすトンデモ検事であり、矢張からもバカ呼ばわりされ糸鋸からも推理を酷評される始末だった。だが御剣との対決の中で徐々に成長していく。
御剣 信 （みつるぎ しん） ［シン］
怜侍の父で、かつて法曹界にその名を馳せた敏腕弁護士。弁護士バッジのナンバーは「21326」。己の信念を貫いて弁護に当たる姿は弟子の信楽に多大な影響を与えたが、ある事件の被害者となってこの世を去った。その一件により、怜侍は自身の人生に大きな変化をもたらされている。
また『逆転裁判』シリーズから登場している以下のキャラクターは本シリーズにも登場する。
タイホくん
警察のマスコットキャラクター。モデルは現実の警視庁のマスコットキャラクター「ピーポくん」。『検事』で「プロトタイホくん」「ワルホくん」が加わった。
トノサマン
劇中劇の「大江戸戦士トノサマン」シリーズの主人公。番組名を変えながら放送が続いている。国内だけでなく国外でも人気がある。大使館で開かれたイベントでも登場していた。

## その他作品

### 漫画版
『別冊ヤングマガジン』や『週刊ヤングマガジン』で連載されていた漫画版『逆転裁判』と同じスタッフによる作品。『週刊ヤングマガジン』2009年20号から42号までと、『月刊ヤングマガジン』2010年1号から12号まで連載された。全4巻。
- 脚本:黒田研二
- 漫画:前川かずお
- 監修&協力:CAPCOM

漫画版『逆転検事』は、原作との関連性がない、ほぼ完全に独立した作品となっている。御剣と糸鋸、1度だけ登場した宝月茜以外の登場人物は全て漫画オリジナルキャラクターである。その他、金槌巡査というオリジナルキャラクターがレギュラーとしてほぼ毎回登場している。
そのほか、漫画版『逆転裁判』に登場した柊カエデが第7話に登場しており、彼女が御剣や糸鋸と面識があること、御剣が漫画版『逆転裁判』第4話・第7話の事件について言及していたことから、漫画版『逆転裁判』との繋がりが仄めかされている。
第1話：逆転のコスチューム（全1話、『週刊ヤングマガジン』2009年20号）
ホテル・バンドーの会場で行われる高級紅茶の試飲会に参加しようとした御剣。しかし、間違えて隣の会場で行われている「全国仮装学会パーティー」に参加してしまう。そんな中、ホテルの女子トイレで女性の刺殺体が発見される。現場に駆けつけた糸鋸刑事は、犯人がまだホテル内に残っていると考え、怪しい人物がいないか捜査する。
第2話：逆転のラストナンバー（全3話、『週刊ヤングマガジン』2009年22号 - 24号）
糸鋸刑事が大ファンのロックバンド「B（バード）・ウイング」の解散ライブに誘われて行くことになった御剣。ライブは盛り上がり、後はアンコール演奏を残すのみとなったが、バンドのボーカル・ハヤトが死体となって発見される。御剣はショックを受ける糸鋸を諭し、捜査を開始する。
第3話：逆転の弾丸（全4話、『週刊ヤングマガジン』2009年26号 - 29号）
宝石強盗事件が発生し、ビルに立てこもった犯人は額を撃たれ死亡した。しかし、2億円相当の宝石類が消えてしまった。糸鋸は、消えた宝石を見つけ出せなければクビと言い渡されてしまう。御剣も事件に興味を持ち、独自に調査を開始する。
第4話：逆転ミュージアム（全5話、『週刊ヤングマガジン』2009年38号 - 42号）
絵画の巨匠・ゴホンの名画「おまわり」が、せせらぎ美術館にて一般公開される。世間を騒がすハンサム強盗団「ジェントルマンズ」が盗みに来るかもしれないということで、美術館の館長は糸鋸に絵の警護を依頼。しかし警備員の1人が死に、絵画も消えてしまう。
第5話：逆転ニューイヤー（全2話、『月刊ヤングマガジン』2010年1号 - 2号）
年が開けてまもなく、玩具メーカー「おもちゃ堂」の社長が、社長室で切腹しているのが発見された。会社の業績は下向きだったため、社長としての責任をとっての自殺だと思われた。宝月茜が登場。
第6話：銀幕の逆転（全4話、『月刊ヤングマガジン』2010年3号 - 6号）
人気ドラマ「オセロ刑事」の劇場版の試写会に招待された糸鋸。その目的はヒロイン役の女優・出雲エミをストーカーから護衛することだった。しかし、コーヒーに睡眠薬を盛られた隙に、エミはモデルガンで撲殺されてしまう。警察局副局長の千獄懲介の推理によって「オセロ刑事」主演俳優・南波翔に逮捕状が降りるが、納得できない御剣は真相を明らかにするために捜査を続ける。
第7話：逆転!鬼々怪々（全4話、『月刊ヤングマガジン』2010年7号 - 10号）
糸鋸がパトカーを壊してしまったことで、山中にて立ち往生してしまった御剣。やむなく二人は近くの「斧乃鬼ホテル」に向かうが、その付近の村は鬼の伝説で有名であり、ホテルもまた鬼復活の噂が取り沙汰されていた。そしてその夜、ホテルのオーナーが別館から転落死する。関係者には鬼の仕業だと騒ぎ立てられる。
第8話：逆転クリニック（全2話、『月刊ヤングマガジン』2010年11号 - 12号）
風邪を引いた御剣と糸鋸は、どんな病気もたちまち直すという「立待病院」を訪ねる。その病院は、元患者の牧上真久里という男に言い掛かりをつけられ、大金を巻き上げられている上に、デマで評判も落とされていた。しかし御剣の診察の最中、牧上は毒入りコーヒーを飲んで死亡する。現場は内側から鍵を掛けられていたために、自殺の可能性が高いとされたが、御剣は他殺の線で調査を始める。

#### コミックス
1. 2009年6月5日発売、ISBN 978-4-06-361793-1
2. 2009年10月6日発売、ISBN 978-4-06-361828-0
3. 2010年7月6日発売、ISBN 978-4-06-361915-7
4. 2011年2月4日発売、ISBN 978-4-06-361997-3

### アトラクション
『逆転検事 in ジョイポリス』は、2011年4月20日より東京ジョイポリスで開催されているアトラクション。フロア内を回って端末から情報を入手し、屋内遊園地ダイバーランドで起きた事件を解決に導く。全3話。
第1話：逆転のシンボル
ダイバーランドのシンボルキャラの発表会の最中に殺人事件が発生する。捜査を担当することになった御剣たちは、残された足跡を手掛かりに捜査を開始する。
第2話：逆転のメッセージ
またもダイバーランドで殺人事件が起こってしまう。被害者が死の間際に残したダイイングメッセージをヒントに、御剣たちは捜査を開始する。
第3話：逆転テーマパーク
ダイバーランドの新アトラクションオープンに合わせ展示されていた、西鳳民国の国宝『黄金の翼』を警備中の警備員が遺体となって発見された。御剣たちは現場の矛盾を見つけながら、捜査を進める。

### 舞台
舞台『逆転検事 〜逆転のテレポーテーション〜』は、2016年7月15日 - 24日に六行会ホールで上演。2017年11月2日 - 7日に全労済ホール スペース・ゼロで再演。

#### キャスト（初演/再演）
- 御剣怜侍 - 和田琢磨（初演/再演ともに）
- 糸鋸圭介 - 磯貝龍虎（初演/再演ともに）
- 一条美雲 - 奥仲麻琴/荒井レイラ
- 馬場伴 - 鈴木拓海/小山峻
- 宝月茜 - 神沢有紗/野口真緒
- 矢張政志 - 林明寛（初演/再演ともに）
- 大場カオル - 久下恵美（初演/再演ともに）
- 地上弥一郎 - 寺山武志/宮下雄也
- 小鳥遊マモル - 長江崚行/品川翔
- 仲酉モツ夫 - 葉山昴/登野城佑真
- 黒乃小雪 - かなで（初演/再演ともに）
- 右近佳恵 - 下村彩（初演/再演ともに）
- 左寛治 - 大崎聖奈/池田謙信
- 庄司正悟 - 岡本笙/米丸日向
- 尾崎末子 - 阪田愛実/井上果歩
- 天間椿 - 柏進/杉原勇武
- 飛鳥井友郎 - 富田翔（初演/再演ともに）